# Gran Premio di Gran Bretagna 1963
Il Gran Premio di Gran Bretagna 1963 è stato un Gran Premio di Formula 1 disputato il 20 luglio 1963 sul circuito di Silverstone. La gara fu vinta da Jim Clark, alla guida di una Lotus - Climax.

## Prima della gara
In seguito all'infortunio subito da Scarfiotti durante le prove del Gran Premio di Francia, la Ferrari schierò la sola vettura di Surtees. La ATS non prese parte alla gara; anche la De Tomaso, pur avendo portato una propria vettura sul tracciato, non partecipò alle qualifiche, non potendo quindi prendere parte alla gara. La Scirocco schierò una seconda vettura per Ian Burgess.

## Qualifiche

### Risultati
| Pos | No | Pilota                  | Auto                   | Scuderia                    | Tempo       | Distacco |
| --- | -- | ----------------------- | ---------------------- | --------------------------- | ----------- | -------- |
| 1   | 4  | Jim Clark               | Lotus - Climax         | Team Lotus                  | 1'34"4      |          |
| 2   | 9  | Dan Gurney              | Brabham - Climax       | Brabham Racing Organisation | 1'34"6      | +0"2     |
| 3   | 1  | Graham Hill             | BRM                    | Owen Racing Organisation    | 1'34"8      | +0"4     |
| 4   | 8  | Jack Brabham            | Brabham - Climax       | Brabham Racing Organisation | 1'35"0      | +0"6     |
| 5   | 10 | John Surtees            | Ferrari                | Scuderia Ferrari            | 1'35"2      | +0"8     |
| 6   | 6  | Bruce McLaren           | Cooper - Climax        | Cooper Car Company          | 1'35"4      | +1"0     |
| 7   | 7  | Tony Maggs              | Cooper - Climax        | Cooper Car Company          | 1'36"0      | +1"6     |
| 8   | 3  | Lorenzo Bandini         | BRM                    | Scuderia Centro Sud         | 1'36"0      | +1"6     |
| 9   | 2  | Richie Ginther          | BRM                    | Owen Racing Organisation    | 1'36"0      | +1"6     |
| 10  | 5  | Trevor Taylor           | Lotus - Climax         | Team Lotus                  | 1'36"8      | +2"4     |
| 11  | 11 | Innes Ireland           | BRP - BRM              | British Racing Partnership  | 1'36"8      | +2"4     |
| 12  | 14 | Jo Bonnier              | Cooper - Climax        | Rob Walker Racing Team      | 1'36"8      | +2"4     |
| 13  | 12 | Jim Hall                | Lotus - BRM            | British Racing Partnership  | 1'37"0      | +2"6     |
| 14  | 19 | Chris Amon              | Lola - Climax          | Reg Parnell Racing          | 1'37"2      | +2"8     |
| 15  | 25 | Jo Siffert              | Lotus - BRM            | Siffert Racing Team         | 1'38"4      | +4"0     |
| 16  | 22 | Bob Anderson            | Lola - Climax          | DW Racing Enterprises       | 1'39"0      | +4"6     |
| 17  | 20 | Mike Hailwood           | Lotus - Climax         | Reg Parnell Racing          | 1'39"8      | +5"4     |
| 18  | 15 | Tony Settember          | Scirocco - BRM         | Scirocco Racing Cars        | 1'40"8      | +6"4     |
| 19  | 26 | Ian Raby                | Gilby - BRM            | Ian Raby Racing             | 1'42"4      | +8"0     |
| 20  | 16 | Ian Burgess             | Scirocco - BRM         | Scirocco Racing Cars        | 1'42"6      | +8"2     |
| 21  | 23 | Carel Godin de Beaufort | Porsche                | Ecurie Maarsbergen          | 1'43"4      | +9"0     |
| 22  | 21 | Masten Gregory          | Lotus - BRM            | Reg Parnell Racing          | 1'44"2      | +9"8     |
| 23  | 24 | John Campbell-Jones     | Lola - Climax          | Tim Parnell                 | 1'48"8      | +14"4    |
| NQ  | 27 | Nasif Estéfano          | De Tomaso - Alfa Romeo | Scuderia De Tomaso          | Senza tempo | /        |
| WD  | 18 | Phil Hill               | ATS                    | Automobili Turismo Sport    |             |          |
| WD  | 17 | Giancarlo Baghetti      | ATS                    | Automobili Turismo Sport    |             |          |

## Gara
Al via Clark scivolò in quinta posizione, sopravanzato da Brabham, Gurney, McLaren e Graham Hill, ma in poche tornate il pilota scozzese riguadagnò la testa della corsa, staccando rapidamente gli inseguitori. Alle sue spalle, McLaren si ritirò per un guasto al motore, mentre Gurney sopravanzò Brabham; il pilota australiano mantenne la terza posizione fino al 28º passaggio, quando anche sulla sua vettura il motore cedette.
Hill e Surtees lottarono tra loro per tutta la gara, superandosi più volte; al 60º passaggio, quando Gurney si ritirò per un problema al motore, i due passarono rispettivamente al secondo e terzo posto. Il loro duello si risolse solo all'ultima tornata, quando Surtees ebbe la meglio sul rivale, rimasto senza benzina, tagliando il traguardo in seconda posizione dietro a Clark. Hill chiuse comunque sul gradino più basso del podio, precedendo Ginther, Bandini e Hall.

### Risultati
| Pos | No | Pilota                  | Costruttore            | Giri | Tempo/Ritiro        | Partenza | Punti |
| --- | -- | ----------------------- | ---------------------- | ---- | ------------------- | -------- | ----- |
| 1   | 4  | Jim Clark               | Lotus - Climax         | 82   | 2h14'09"6           | 1        | 9     |
| 2   | 10 | John Surtees            | Ferrari                | 82   | +25"8               | 5        | 6     |
| 3   | 1  | Graham Hill             | BRM                    | 82   | +37"6               | 3        | 4     |
| 4   | 2  | Richie Ginther          | BRM                    | 81   | +1 giro             | 9        | 3     |
| 5   | 3  | Lorenzo Bandini         | BRM                    | 81   | +1 giro             | 8        | 2     |
| 6   | 12 | Jim Hall                | Lotus - BRM            | 80   | +2 giri             | 13       | 1     |
| 7   | 19 | Chris Amon              | Lola - Climax          | 80   | +2 giri             | 14       |       |
| 8   | 20 | Mike Hailwood           | Lotus - Climax         | 78   | +4 giri             | 17       |       |
| 9   | 7  | Tony Maggs              | Cooper - Climax        | 78   | +4 giri             | 7        |       |
| 10  | 23 | Carel Godin de Beaufort | Porsche                | 76   | +6 giri             | 21       |       |
| 11  | 21 | Masten Gregory          | Lotus - BRM            | 75   | +7 giri             | 22       |       |
| 12  | 22 | Bob Anderson            | Lola - Climax          | 75   | +7 giri             | 16       |       |
| 13  | 24 | John Campbell-Jones     | Lola - Climax          | 74   | +8 giri             | 23       |       |
| Rit | 25 | Jo Siffert              | Lotus - BRM            | 66   | Cambio              | 15       |       |
| Rit | 14 | Jo Bonnier              | Cooper - Climax        | 65   | Pressione dell'olio | 12       |       |
| Rit | 9  | Dan Gurney              | Brabham - Climax       | 59   | Motore              | 2        |       |
| Rit | 26 | Ian Raby                | Gilby - BRM            | 59   | Cambio              | 19       |       |
| Rit | 16 | Ian Burgess             | Scirocco - BRM         | 36   | Accensione          | 20       |       |
| Rit | 8  | Jack Brabham            | Brabham - Climax       | 27   | Motore              | 4        |       |
| SQ  | 11 | Innes Ireland           | BRP - BRM              |      |                     |          |       |
| SQ  | 5  | Trevor Taylor           | Lotus - Climax         |      |                     |          |       |
| Rit | 15 | Tony Settember          | Scirocco - BRM         | 20   | Accensione          | 18       |       |
| Rit | 6  | Bruce McLaren           | Cooper - Climax        | 6    | Motore              | 6        |       |
| NQ  | 27 | Nasif Estéfano          | De Tomaso - Alfa Romeo |      |                     |          |       |

## Statistiche

### Piloti
- 7ª vittoria per Jim Clark
- 10° pole position per Jim Clark
- 10° podio per Graham Hill
- 10° podio per Jim Clark
- 50º Gran Premio per Jack Brabham
- 1º Gran Premio per Ian Raby, Mike Hailwood e Bob Anderson
- Ultimo Gran Premio per John Campbell-Jones

### Costruttori
- 12° vittoria per la Lotus
- 20° podio per la Lotus

### Motori
- 26ª vittoria per il motore Climax
- 100º Gran Premio per il motore Ferrari

### Giri al comando
- Jack Brabham (1-3)
- Jim Clark (4-82)

## Classifiche

### Piloti
| Pos. | Pilota                  | Punti |
| ---- | ----------------------- | ----- |
| 1    | Jim Clark               | 36    |
| 2    | Richie Ginther          | 14    |
| 3    | Graham Hill             | 13    |
|      | John Surtees            | 13    |
| 5    | Dan Gurney              | 12    |
| 6    | Bruce McLaren           | 10    |
| 7    | Tony Maggs              | 8     |
| 8    | Jack Brabham            | 3     |
|      | Innes Ireland           | 3     |
| 10   | Jo Bonnier              | 2     |
|      | Lorenzo Bandini         | 2     |
| 12   | Trevor Taylor           | 1     |
|      | Jim Hall                | 1     |
|      | Ludovico Scarfiotti     | 1     |
|      | Jo Siffert              | 1     |
|      | Carel Godin de Beaufort | 1     |

### Costruttori
| Pos. | Team             | Punti |
| ---- | ---------------- | ----- |
| 1    | Lotus - Climax   | 37    |
| 2    | BRM              | 18    |
| 3    | Cooper - Climax  | 16    |
| 4    | Brabham - Climax | 13    |
|      | Ferrari          | 13    |
| 6    | BRP - BRM        | 3     |
| 7    | Lotus - BRM      | 2     |
| 8    | Porsche          | 1     |